# Abdullah the Butcher
Abdullah the Butcher, pseudonimo di Lawrence Robert Shreve (Windsor, 11 gennaio 1941), è un ex wrestler canadese.
Shreve ha lottato in molte tra le più importanti federazioni statunitensi e giapponesi, ma non ha mai lavorato per la World Wrestling Federation; Fino al 2010 ha preso parte a molti eventi del circuito indipendente e della All Japan Pro Wrestling, utilizzando lo stile hardcore che lo ha sempre caratterizzato, pur mostrando evidenti difficoltà anche nello svolgimento delle azioni più semplici a causa dell'età ormai avanzata e della sua obesità. È un lottatore molto noto anche in Giappone.

## Carriera
Proveniente da povera famiglia di immigrati africani, Shreve ha dovuto imparare a guadagnarsi da vivere svolgendo una serie di piccoli lavori. Apprese molte tecniche di Judo e Karate da un maestro di origini cinesi, debuttò nel mondo del wrestling nella seconda metà degli anni cinquanta, esibendosi per lo più in piccole federazioni canadesi, combattendo svariati match a Vancouver, a Calgary e a Montréal. Interpretò diverse gimmick ma quella che lo rese celebre presso il grande pubblico, fu l'identità di "Abdullah", il folle "macellaio" del Sudan che si serve di una forchetta o di altri corpi contundenti per infierire sadicamente sugli avversari. Essendo impossibilitato dalla sua stessa mole (è alto 1 metro e 86 centimetri ma pesa più di 170 chili) ad impostare il suo stile di lotta sull'agilità e sulla tecnica, ripiegò su uno stile brutale, da rissa di strada, mixando pugni, calci, morsi, testate e scorrettezze varie a sorprendenti colpi di arti marziali.
La presenza di Abdullah sul ring, il quale si presenta con un copricapo tipico degli sceicchi arabi, è qualcosa di inquietante e allo stesso tempo grottesco perché, nonostante i fiumi di sangue che normalmente scorrono durante i suoi incontri, non trascura mai di dare alle sue violente performance quel personalissimo tocco di humour nero e trash. Ad esempio, spesso, preso dalla foga del combattimento, esce del tutto fuori di testa e si accanisce vistosamente e senza alcun motivo su cameraman, fotografi e in generale su chiunque gli capiti a tiro. A tal proposito, sono innumerevoli le squalifiche rimediate per aver infranto il regolamento, o i match interrotti dagli arbitri per permettere ai medici di soccorrere i suoi avversari.
Per questo particolare e selvaggio stile di lotta, Abdullah si è guadagnato la fama di iniziatore del genere "hardcore" insieme ad un'altra leggenda del ring come "The Sheik" Edward George Farhat.

### Leggenda hardcore

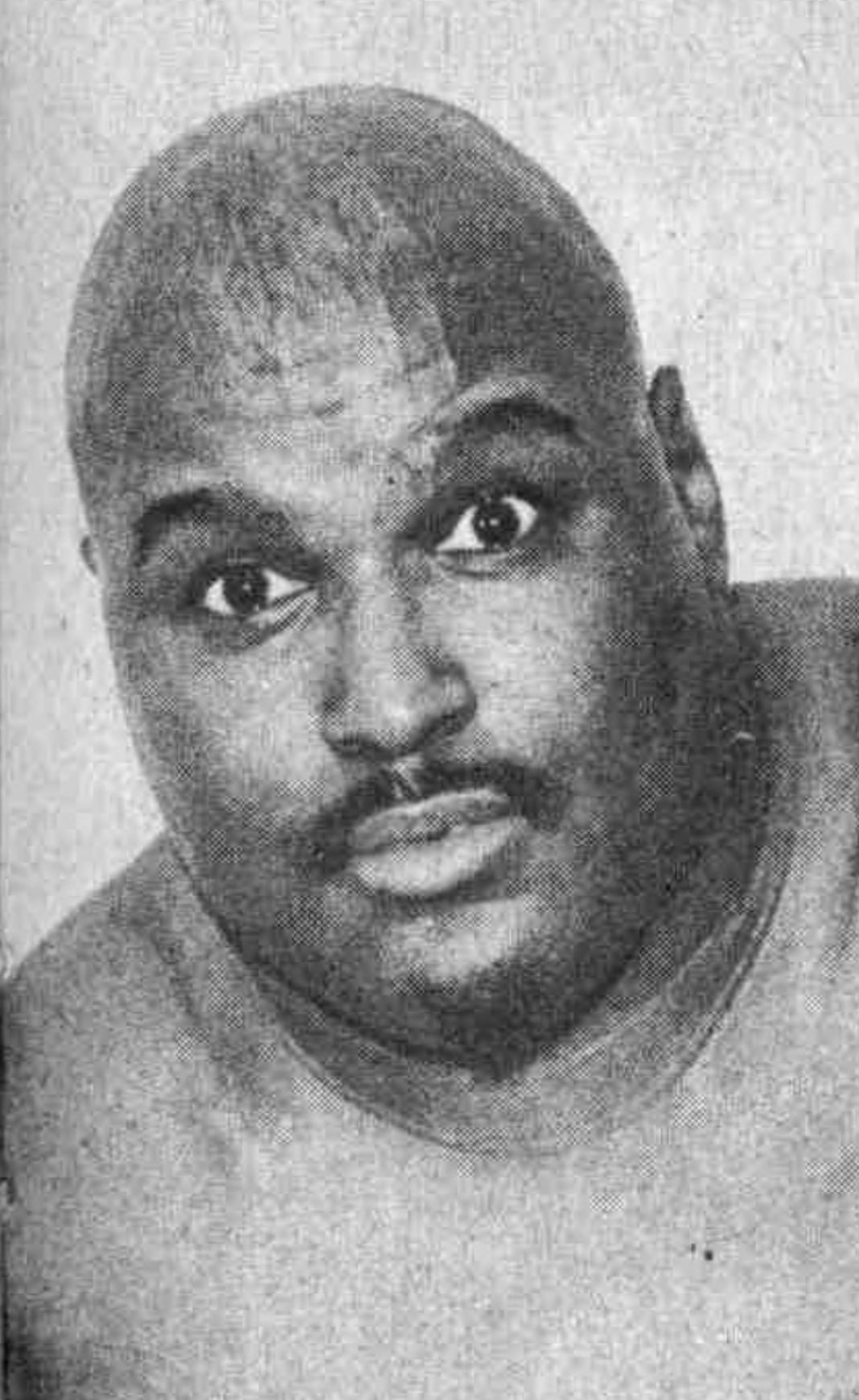
Abdullah the Butcher nel 1973

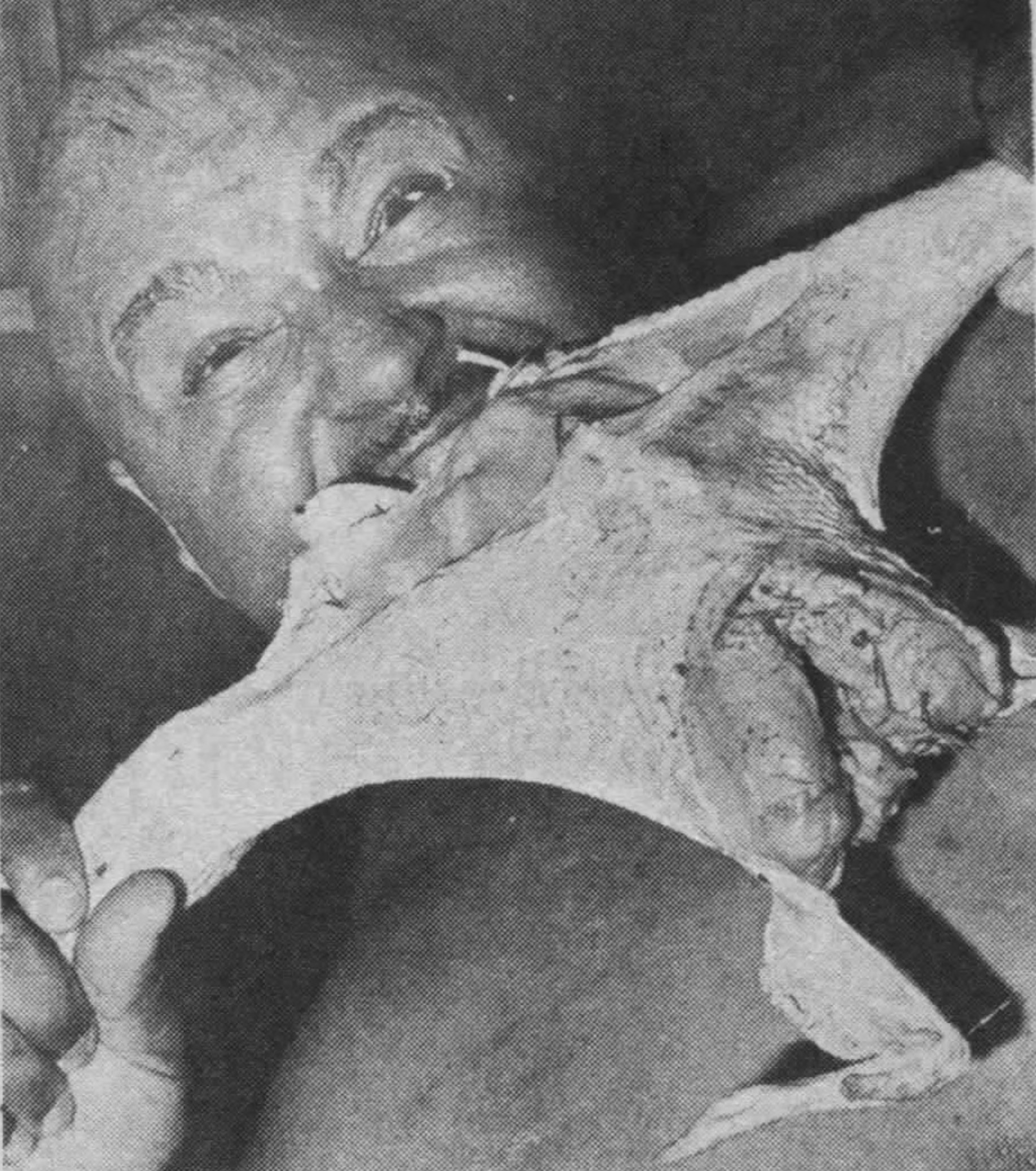
Abdullah the Butcher addenta un pollo crudo dopo un match (1972)

Negli anni settanta, lo stile di lotta sanguinolento di Abdullah, lo aveva già spinto in alto nel panorama mondiale del Pro Wrestling e i tremendi scontri con Giant Baba, Jumbo Tsuruta, The Sheik, e i pazzeschi match in coppia proprio con The Sheik contro i fratelli Funks lo avevano reso una celebrità sia in patria che in Giappone. A coronamento di tutto ciò, un celebre incontro disputatosi nel 1978, contro Carlos Colón nella WWC di Porto Rico, viene definito uno dei combattimenti più brutali della storia del wrestling (i commentatori di lingua spagnola arrivarono a ribattezzare Abdullah con il soprannome di "El Mostro"). Proprio questa sfida, contribuisce a fissare un nuovo standard di violenza impensabile per quegli anni, che si traduce nella chiave di svolta ideale per trasformare il ring in un palcoscenico e a dare al genere hardcore un'identità chiara e concreta.
Da quel momento in poi la crudeltà sfoggiata sul ring passa, negli anni ottanta, da bizzarro modus operandi a vero e proprio marchio di fabbrica di quello che i fan hanno iniziato a chiamare affettuosamente "Abby". A farne le spese saranno numerose stelle del wrestling come Hulk Hogan, Antonio Inoki, André the Giant, Bruiser Brody, Terry Funk e Stan Hansen.
Da vero indipendente, il macellaio non rimase mai troppo a lungo nella stessa federazione, preferendo continuare a spostarsi di città in città vendendo i suoi servigi al miglior offerente. Viaggiando costantemente, Abdullah propagò la propria reputazione di lottatore più violento del mondo. Come conseguenza, veniva spesso ingaggiato da federazioni regionali come monster heel da contrapporre al beniamino del pubblico locale. Questa sua particolarità impedì ad Abdullah di raggiungere la popolarità a livello internazionale presso i fan che avrebbe potuto dargli un pay-per-view, ma riuscì comunque ad acquisire una discreta notorietà soprattutto nel Nord America quando nel 1991 iniziò a lottare per la World Championship Wrestling.

### Titoli vinti
Come risultato dei suoi bizzarri comportamenti, Abdullah the Butcher è sempre stato ritenuto più un'attrazione hardcore che un serio pretendente ad un titolo. Abdullah non ha mai vinto un titolo del mondo in una delle maggiori federazioni, anche se ha comunque collezionato una miriade di titoli regionali durante la sua leggendaria carriera. Vinse la sua prima cintura importante il 23 ottobre 1967 quando, in coppia con Dr. Jerry Graham sconfisse John & Carlos Tolos per l'NWA Canadian Tag Team Championship a Vancouver. Pochi anni dopo, stabilitosi nella zona di Montreal, si aggiudicò per tre volte il titolo di IWA International Heavyweight Champion nel periodo 1969-72, combattendo violenti feud contro Ivan Koloff e Johnny Rougeau. Successivamente, nella Stampede di Calgary, vinse l'NWA Canadian Championship e per ben 6 volte il North American Heavyweight Title; il 24 giugno 1972, sconfisse Ernie Ladd a Akron (Ohio), e catturò il primo dei due titoli NWF World Heavyweight vinti in carriera. Durante la metà degli anni settanta, si esibì frequentemente nella Big-Time Wrestling di Detroit, dove in tag team con "Killer" Tim Brooks vinse la versione regionale dei titoli mondiali di coppia NWA. Infine, l'8 febbraio del 1975, sconfisse Bobo Brazil e si aggiudicò lo NWA United States Championship (versione di Detroit).

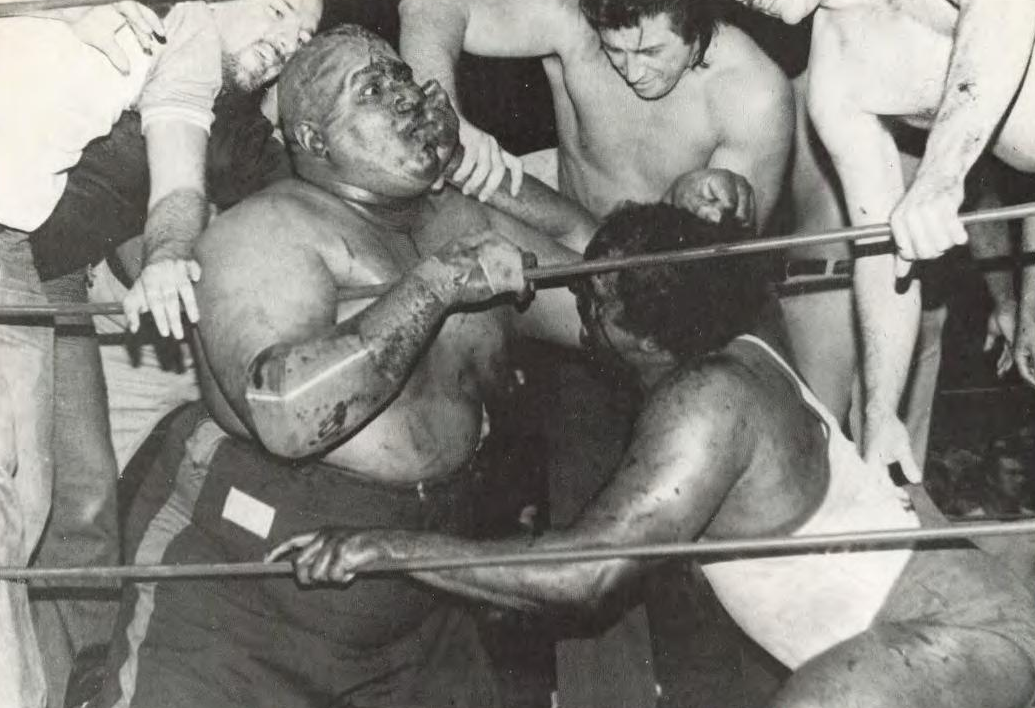
Un cruento match tra Abdullah the Butcher e Carlos Colón (1982)

Nel 1986 arrivò nella World Class, dove successivamente sconfisse The Great Kabuki per il Texas Brass Knuckles Title mentre aveva un feud in corso con l'altrettanto selvaggio Bruiser Brody. Comunque, forse gli incontri più memorabili di Abby, si sono svolti a Porto Rico, dove fu proclamato primo vero WWC Universal Heavyweight Champion nel luglio 1982 dopo aver collezionato in precedenza, altri tre regni da campione come Puerto Rican Champion tra il 1978 e il 1981. Le sue violente battaglie contro Carlos Colón e Hercules Ayala sono tuttora considerate leggendarie.

### WCW ed ECW
Abdullah fece il suo debutto nella World Championship Wrestling dentro un gigantesco pacco regalo. Questo pacco dono doveva essere il regalo per il compleanno di Sting da parte di Cactus Jack. Sting scartò il regalo e da questo spuntò fuori Shreve che lo assalì. Da questo episodio nacque un feud tra i tre lottatori, culminato in un "Chamber of Horrors match" a Halloween Havoc 1991, nel quale Cactus Jack accidentalmente "elettrificò" Abdullah su una sedia elettrica posta nel mezzo del ring. A conseguenza di ciò, Shreve ebbe in seguito un breve feud con il suo vecchio alleato Cactus Jack, nel 1992.
Nel 1993, Abdullah arrivò nella ECW, dove ebbe parte in una storyline con Kevin Sullivan, Terry Funk e Stan Hansen, conclusasi nei pay-per-view Ultra Clash e Bloodfest.

### Finale di carriera

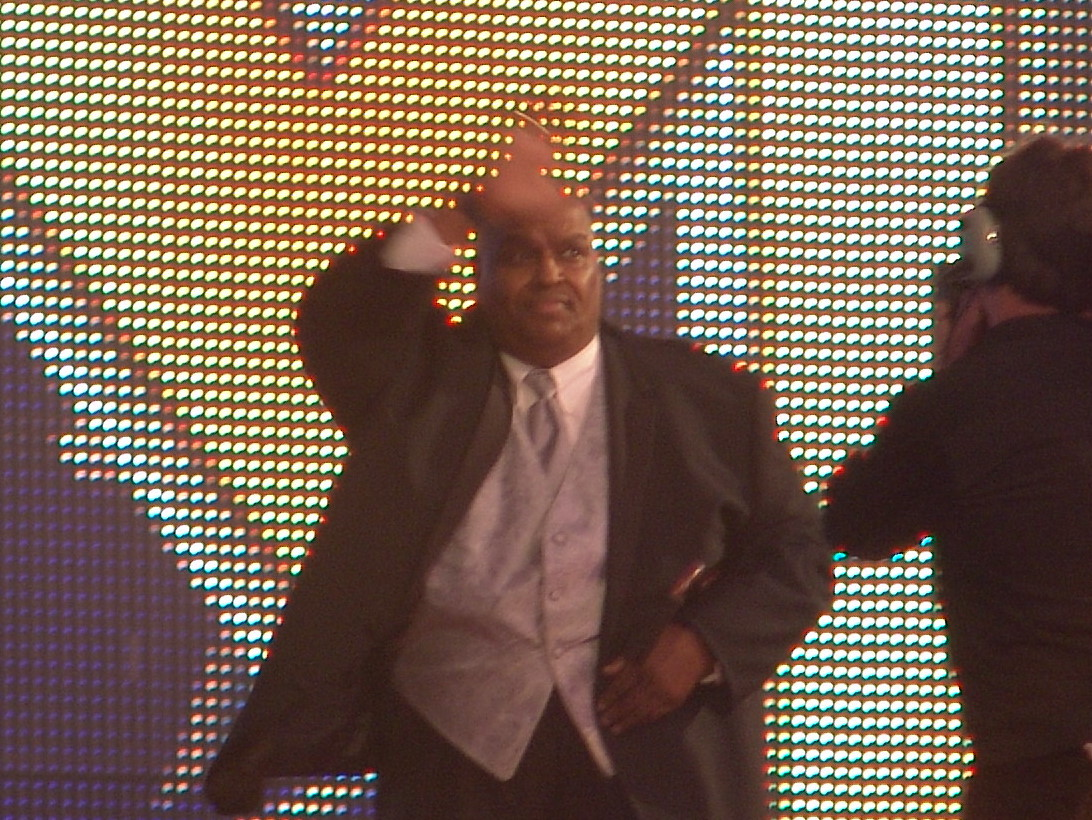
Abdullah The Butcher durante la cerimonia di ingresso nella WWE Hall of Fame (2011)

Per tutti gli anni novanta e oltre, Abdullah continua a lottare, pur se non con continuità data l'età, in tutte le federazioni più disparate, ad eccezione della WWE, che ha sempre ritenuto Shreve un personaggio troppo "estremo", non adatto ad un pubblico di famiglie proprio della federazione di Stanford. Gli incontri più notevoli di questo finale di carriera sono stati il match contro lo storico rivale (e amico) Carlos Colon nel 2003 e quello che lo ha visto strappare nel 2004 il WWC Universal Title a Carlito (figlio di Colon).
Nonostante questo, nella serata pre-WrestleMania XXVII del 2 aprile 2011, Shreve è stato introdotto nella WWE Hall of Fame da Terry Funk, consacrandosi definitivamente tra le leggende di questo sport. All'inizio del 2012, Abdullah the Butcher partecipò al programma radiofonico Wrestling Marks of Excellence dichiarando di aver regalato l'anello della Hall of Fame a suo fratello, in quanto essendo nell'industria del wrestling da molto tempo, secondo lui avrebbe dovuto essere ammesso decenni prima e non in maniera così tardiva.

## Vita privata

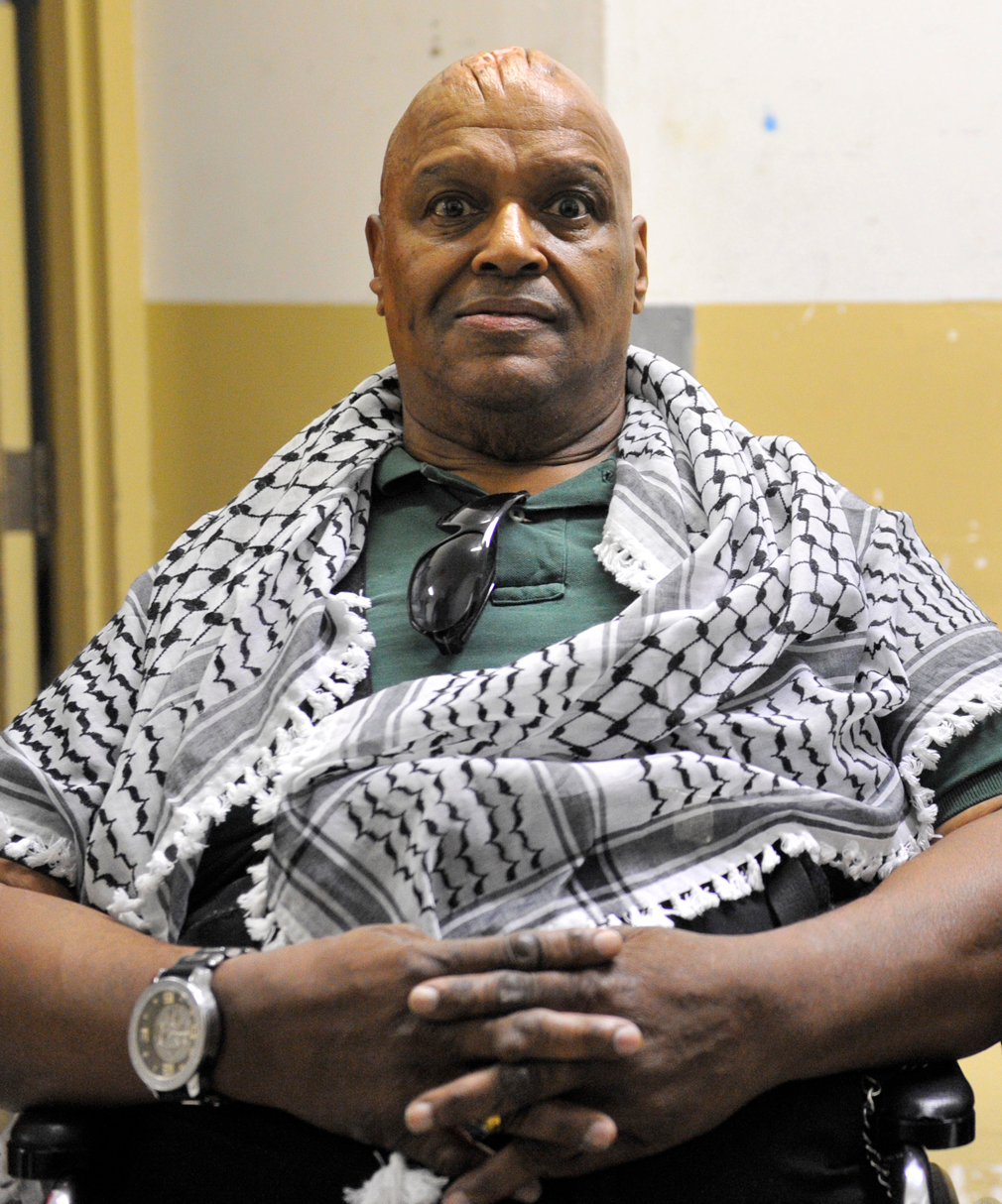
Abdullah the Butcher nel 2012

Shreve è stato sposato quattro volte: Vivian Jensen (1960–1965), Sandra Dunmore (1970–1989), Dana Wilson (1990–1995) e Mary Ackerman (2001–2023).
Fuori dal wrestling, è proprietario di due ristoranti (uno ad Atlanta, l'altro in Giappone) chiamati Abdullah the Butcher's House of Ribs and Chinese Food. Shreve è spesso presente nei locali per incontrare i fan e firmare autografi. Shreve e il suo ristorante sono apparsi nel video musicale del brano Damn! del gruppo Youngbloodz. Il ristorante di Shreve è stato anche citato nel film del 2006 ATL durante una scena in cui il personaggio chiamato Ant (interpretato da Evan Ross) e due amici discutono circa vari locali. Il 24 luglio 2016 è stata diffusa la notizia della chiusura del ristorante di Atlanta.
Dopo l'ammissione di Shreve nella WWE Hall of Fame nel 2011, Superstar Billy Graham richiese che il suo nome fosse rimosso dall'arca della gloria, dichiarando: "Si tratta di un'organizzazione che non ha vergogna ad insediare un animale assetato di sangue come Abdullah the Butcher nella sua inutile ed imbarazzante Hall of Fame, e voglio che il nome di Superstar Billy Graham non abbia nulla a che fare con essa". Lo sdegno di Graham fu causato dalle ricorrenti accuse mosse a Shreve di aver infettato alcuni wrestler con il virus dell'epatite C combattendo sanguinosi match sul ring e tagliando gli avversari con svariati oggetti senza il loro consenso. Graham menzionò anche il fatto che fu vicino ad uccidere un wrestler amatoriale indiano a causa del tanto sangue perso e fu mutilato durante un match in Canada. Replicando a Graham, Shreve menzionò la loro passata amicizia di vecchia data, chiese le vere ragioni del suo sfogo, e negò di aver mai contratto tale malattia. Lo stesso anno, il wrestler canadese Devon Nicholson, sostenitore del fatto di aver contratto l'epatite C quando Shreve lo ferì sul ring senza il suo consenso, gli intentò una causa legale. Il 3 giugno 2014, un tribunale di Ontario condannò Shreve al pagamento di 2,3 milioni di dollari di danni a Nicholson.
Shreve è stato ricoverato in ospedale nel luglio 2024 per problemi intestinali, poco dopo è stata creata una raccolta fondi in suo favore per aiutarlo a pagare le spese mediche.

## Personaggio

### Mosse finali
- Bottom rope splash
- Jumping headbutt
- Sudanese Meat Cleaver (Running pointed elbow drop alla gola)

### Manager
- Paul Jones
- Gary Hart[12]
- Oliver Humperdink[13][14]
- James J. Dillon
- Jimmy Hart
- Paul E. Dangerously
- Paul Ellering
- Skandor Akbar
- Harley Race e The Sheik
- Adnan El Kassey
- Gentleman Jim Holiday
- Hugo Savinovich
- The Grand Wizard
- Eddie Creatchman
- Chicky Starr
- Rico Suave
- Rip Rogers
- Tully Blanchard
- Mike Rotunda
- The Cuban Assassin
- Frenchy Martin
- Damien Kane
- James Mitchell
- Sir Dudley Clemens
- "Honest" John Cheatum
- Rock Hunter
- The Great Mephisto

## Titoli e riconoscimenti
All Japan Pro Wrestling

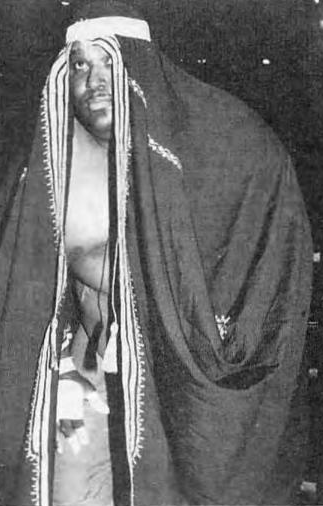
Abdullah nel 1984

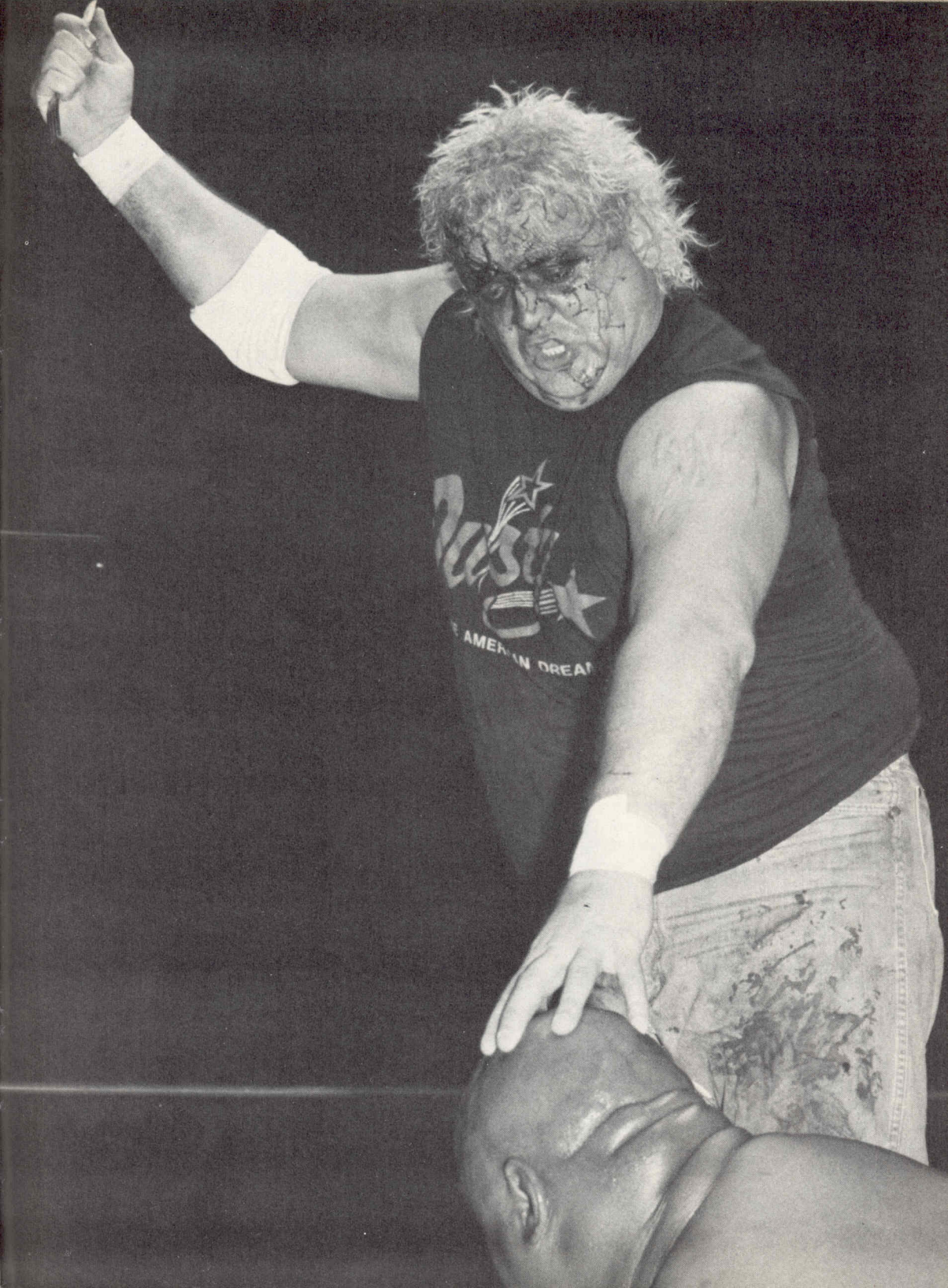
Dusty Rhodes colpisce con una forchetta Abdullah durante un match (1985, circa)

- NWA International Tag Team Championship (1 - con Ray Candy)
- NWA United National Championship (1)
- PWF United States Heavyweight Championship (1)
- PWF World Heavyweight Championship (1)
- Champion's Carnival (1976)

Big Japan Pro Wrestling
- BJW Deathmatch Heavyweight Championship (1)

NWA Central States
- NWA Central States Tag Team Championship (2 - con Roger Kirby)

Georgia Championship Wrestling
- NWA Georgia Heavyweight Championship (1)
- NWA Georgia Television Championship (1)

International Wrestling Association
- IWA International Heavyweight Championship (3)

Lutte Internationale (Montreal)
- Canadian International Heavyweight Championship (1)

Midwest Wrestling Federation
- MWF Heavyweight Championship (2)

NWA All-Star Wrestling
- NWA Canadian Tag Team Championship (Vancouver version) (2 - 1 con Dr. Jerry Graham - 1 con Armand Hussein)
- NWA World Tag Team Championship (Vancouver version) (1 - con Dr. Jerry Graham)

NWA Detroit
- NWA United States Heavyweight Championship (Detroit version) (1)
- NWA World Tag Team Championship (Detroit version) (1 - con Killer Tim Brooks)

NWA New Zealand
- NWA New Zealand British Commonwealth Championship (1)

NWA Southwest
- NWA Texas Hardcore Championship (1)

National Wrestling Federation
- NWF Heavyweight Championship (2)
- NWF International Championship (1)

Stampede Wrestling
- NWA Canadian Heavyweight Championship (Calgary version) (1)
- Stampede North American Heavyweight Championship (6)

Tokyo Pro Wrestling
- TPW Tag Team Championship (1 - con Benkei)

World Wrestling Council
- WWC World Heavyweight Championship (1)
- WWC Caribbean Heavyweight Championship (2)
- WWC Hardcore Championship (1)
- WWC North American Heavyweight Championship (2)
- WWC Puerto Rico Heavyweight Championship (3)
- WWC Universal Heavyweight Championship (3)

Pro Wrestling Illustrated
- 35º tra i 500 migliori wrestler singoli nella PWI 500 (1991)
- 54º nella classifica dei 500 migliori lottatori dei "PWI Years" (2003)[15]

Professional Wrestling Hall of Fame
- Classe del 2019 - TV Era

World Class Championship Wrestling
- WCWA Brass Knuckles Championship (1)

World Wrestling Entertainment
- WWE Hall of Fame (2011)

## Nei videogiochi
Shreve è apparso come personaggio giocabile in svariati videogiochi della Acclaim come Legends of Wrestling II e il suo sequel Showdown: Legends of Wrestling, e anche in King of Colosseum della Spike.